# Monhystera macrura
Monhystera macrura är en rundmaskart som beskrevs av De Man 1880. Monhystera macrura ingår i släktet Monhystera och familjen Monhysteridae. Inga underarter finns listade i Catalogue of Life.